# Álvaro Fayad
Pour les articles homonymes, voir Fayad.
Álvaro Fayad Delgado (Ulloa, 24 juillet 1946 — Bogota, D. C., 13 mars 1986), surnommé « El Turco » est un psychologue guérillero colombien, cofondateur et leader du noyau fondateur du Mouvement du 19 avril,.

## Biographie
Álvaro Fayad Delgado grandit à Cartago (Valle del Cauca), et étudie au séminaire Santa Rosa, jusqu'au diplôme de fin d'études secondaires. En 1965 il intègre l'université nationale de Colombie où il étudie la psychologie. C'est là qu'il fait la connaissance de Camilo Torres Restrepo. Ils devinrent amis mais ne militèrent pas ensemble. Alors que le prêtre rejoint l'Armée de libération nationale (ELN), Fayad intègre les Jeunesses communistes colombiennes (JUCO) et c'est là qu'il rencontre Jaime Bateman Cayón.

### Militantisme politique
Avec Bateman, il intègre les Forces armées révolutionnaires de Colombie (FARC) jusqu'à la fin de l'année 1969, lorsqu'il décide avec d'autres compagnons d'intégrer l'Anapo puis de former le M-19 à la suite de la présumée fraude électorale du général Gustavo Rojas Pinilla en 1970.
Le 17 janvier 1974, il participe au vol de l'épée de Bolívar à la Quinta de Bolívar, action qui a fait connaître le M-19 et qui symbolisait le nationalisme et l'adoption de la pensée bolivarienne. D'autres actions identiques sont menées par le M-19 au cours des années suivantes, bien que ce mouvement ait eu rapidement à subir d'importants revers. Le vol des armes du Canton Nord, qui consistait à infiltrer une caserne de l'armée puis à dérober les armes du bataillon, conduit la grande majorité des dirigeants du M-19 en prison, notamment Fayad. Son arrestation se produit dix mois après celle de la plupart de ses compagnons. Il est jugé avec 219 membres du M-19 devant un tribunal militaire. Lors de ce procès, il a assuré sa propre défense, en dénonçant, comme rapporté dans le livre Les guerres de la paix d'Olga Behar, les tortures auxquelles ont été soumis ses compagnons et lui-même. Il est condamné par le tribunal militaire à 26 ans de prison, mais il est cependant rapidement libéré en raison d'une amnistie accordée par le gouvernement de Belisario Betancur Cuartas en 1982 qui voulait entamer des négociations de paix.
Fayad rencontre à plusieurs reprises le président Betancur, pour, notamment en octobre 1983 à Madrid, en Espagne, afin d'entamer un processus de paix qui s'est terminé par un accord signé à Corinto (Cauca) en août 1984. Tout au long de ce processus, Fayad joue un rôle important non seulement au sein de son organisation, mais également avec d'autres groupes de guérilla tels que l'Armée populaire de libération (EPL).
Après la rupture de la trêve en 1984, Álvaro Fayad met en œuvre le plan préparé avec Iván Marino Ospina, la prise du palais de justice de Bogota. Cette opération échoue, conduisant à la mort des guérilleros qui la dirigeaient, Andrés Almarales, Luis Otero, Alfonso Jacquin, entre autres, ainsi que de nombreux otages parmi lesquels se trouvaient la majorité des magistrats de la Cour suprême de justice de Colombie, notamment son président, Alfonso Reyes Echandía.

### Mort
Le 13 mars 1986 Fayad est tué au cours d'une opération de la police nationale dans le quartier Quinta Paredes de Bogota. Une femme sans lien avec la guérilla est également abattue au cours de cette opération. Pour cette mort, la police est condamnée le 15 décembre 1992, par le Conseil d'état de Colombie, à indemniser la famille de la victime.